# Gelu Lisac
Gelu Lisac (n. 19 noiembrie 1967, București, România)  este un fost jucător român de polo pe apă care a concurat la Jocurile Olimpice de vară din 1996.